# 하동부대부인
하동부대부인 정씨(河東府大夫人 鄭氏, 1530년 9월 24일(음력 9월 4일) ~ 1567년 6월 24일(음력 5월 18일))는 조선 중기의 왕족으로 정인지의 후손이며 조선 제14대 선조의 사친이자 덕흥대원군의 부인이다. 중종의 서자 덕흥군과 가례를 올려 군부인이 되었으며, 1567년 셋째 아들 선조 즉위 직전에 사망하였다. 사후 임금의 사가 생모로서 하동부부인으로 추증됐으나 정의상의 오류로 인해 하동부대부인으로 소개되고 있다. 본관은 하동(河東)이다.

## 생애

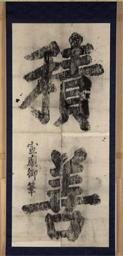
셋째 아들 선조의 어필

하동부대부인은 영의정 하동부원군 정인지의 증손녀이며, 판중추부사 증 대광보국숭록대부 영의정 정세호의 딸로 1530년(중종 25년) 9월 24일(음력 9월 4일)에 태어났다. 중종의 서자 덕흥군과 가례를 올리고 하동군부인(河東郡夫人)으로 제수되었다. 자녀로는 3남 1녀를 두었고, 1567년(명종 22) 6월 24일(음력 5월 18일) 향년 46세 일기로 별세하니 왕비 부모를 장사지내는 예로 장사지냈으며, 같은 해 8월 9일 신주를 대원군 옆 이실(異室)에 모셨다.
셋째 아들 하성군(河城君) 균(鈞)이 명종이 후사 없이 승하하자 그 뒤를 이어 선조로 즉위하였다. 선조는 생부와 생모를 1569년(선조 2)에 송(宋)나라 영종(英宗)의 생부 복왕(濮王)을 추존하는 고사(故事)를 따라 생부 덕흥군을 추숭하여 덕흥대원군(德興大院君)으로 하고, 생모 하동군부인은 하동부부인(河東府夫人)으로 추존하였다.

## 작위
명종 부부의 양자로 입적하여 왕으로 즉위한 선조는 예종부부의 양자로 입적하여 즉위하였다가 즉위 직후 스스로를 파양하고 친아버지를 왕으로 추존한 성종과는 달리 강력한 배경도 없었으며 생부 덕흥군이 후궁 소생 왕자에 불과하여 부모를 왕과 왕후로 격상할 수 없었다. 이에 절충하여 만들어진 새로운 작위가 공신 정1품의 작위로 왕비의 아버지의 작위로도 쓰여진 부원군(府院君)의 부(府)를 대(大)로 교체한 대원군(大院君)이다. 선조는 생부 덕흥군을 조선 최초의 대원군인 덕흥대원군으로 추증하였고, 생모 군부인(郡夫人) 정씨는 외명부 소속 왕실 여성의 최고 품작인 부부인으로 추증하였다.
 
중종 공희 대왕의 손자이며, 덕흥대원군(德興大院君) 이초(李岧)의 셋째 아드님이다.
어머니는 하동부부인(河東府夫人) 정씨(鄭氏)로 증 영의정 정세호(鄭世虎)의 따님이다.— 《선조실록》 총서

 
선묘(宣廟) 때에도 국장(國葬)이 세 차례나 있었지만 모두 궐문 안에서 곡송만 하였다고 사람들이 모두 전하고 있습니다.
그리고 하동부부인(河東府夫人) 발인 때에는 선조께서 궐문 밖에서 곡송하려고 하였으나
예조가 아뢰어 대내의 뜰 아래에서 망곡(望哭)만 하였습니다.— 《조선왕조실록》인조 12권, 4년(1626 병인 / 명 천계(天啓) 6년) 3월 2일(을사) 1번째기사

옛적에 우리 선조 대왕께서 즉위하신 지 3년째 되는 기사년에 덕흥군을 추승하여 덕흥 대원군으로 하였고, 부인 정씨(鄭氏)를 봉하여 하동 부부인(河東府夫人)으로 하였으며, 자손이 습직(襲職)하여 계속 대군(大君)의 예에 따랐습니다.— 《조선왕조실록》인조 13권, 4년(1626 병인 / 명 천계(天啓) 6년) 7월 27일(정유) 1번째기사

이를 전례로 삼아 인조 역시 자신의 어머니 구씨를 부부인으로 책봉하여 연주부부인으로 삼았다가, 이후 인헌왕후로 추존하였다.
하동부부인이 하동부대부인으로 오인된 것은 영조 즉위년에 영조의 생모인 숙빈 최씨의 추보를 논의할 때 예조판서 이진검이 "선조(宣祖) 때에 덕흥군(德興君)을 높여서 ‘대원군(大院君)’이라고 하였고, 군부인(群夫人)을 ‘부대부인(府大夫人)’이라고 하였다."고 잘못 진달하였기 때문인데, 사실 이는 이진검의 잘못이라기보다 경종2년에 부제학 이명헌이 경종의 사친인 희빈 장씨를 추보할 것을 상소하며 "선조조(宣祖朝)에 덕흥 대원군(德興大院君)을 추숭(追崇)하였을 때에 선정신(先正臣) 이황(李滉)의 의논을 인용하여, 빈(嬪)자 위에 특별히 하나의 대(大)자를 더하고, 이어서 본관(本貫)을 취하여 모부대빈(某府大嬪)으로 삼을 것"을 시초로 한다. 당시 동석했던 이진검이 이명헌의 말을 잘못 기억하여 영조 즉위년에 잘못 진달하였을 가능성도 없진 않으나 예조판서인 이진검이 사실을 전혀 확인하지 않고 진달하였다는 것은 무리가 있는 만큼 경종의 각별한 충신이었던 이진검이 부대빈(府大嬪) 작호의 유지를 위해 고의적으로 잘못 진달하였을 가능성도 없지 않다. 이로 인해 이후 정씨의 작위는 다시 본래의 작호인 하동부부인으로 정정되어 불리기도 하다가 하동부대부인·하동부인·대원군부인으로 섞여서 일컬어지기도 하였는데 이는 아들의 지위에 따라 어머니의 작호에 대(大)를 더할 수 있다는 세종14년 때의 법령과 이미 부대부인의 작호를 쓴 여성이 있었던 전례에 의거해 마땅히 부대부인으로 삼았어야 할 정씨를 부부인으로 삼은 것은 잘못되었음을 뒤늦게 깨달은 탓으로 짐작된다.
이를 바탕으로 철종 즉위 후 철종의 생부로서 대원군으로 추증된 전계대원군의 세 부인이 부대부인으로 봉해졌으며, 이후 고종의 생모 여흥민씨 역시 부대부인으로 봉해져 왕족부인으로서 왕의 사친이 된 여성은 부대부인으로 봉작되는 것이 관례가 되었다. 현대 국어사전에는 부대부인을 왕의 사친의 작위로 정의하고 있으며, 이로 인해 하동부부인은 본래 작위인 하동부부인이 아닌 하동부대부인으로 소개되고 있다.

## 가족 관계
| 조선의 부대부인 | 하동부대부인 정씨 河東府大夫人 鄭氏 | 출생                                       | 사망                                                      |
| 조선의 부대부인 | 하동부대부인 정씨 河東府大夫人 鄭氏 | 1530년 9월 24일 (음력 9월 4일) 조선 한성부 | 1567년 6월 24일 (음력 5월 18일) (36세) 조선 한성부 도정궁 |

|    |                                     | 본관 | 생몰년          | 부모                              | 비고 |
| -- | ----------------------------------- | ---- | --------------- | --------------------------------- | ---- |
| 부 | 하동부원군 정세호 河東府院君 鄭世虎 | 하동 | 1486년 - 1563년 | 정상조 鄭尙祖 죽산 안씨 竹山 安氏 |      |
| 모 | 광주 이씨 廣州 李氏                 | 광주 | ? - 1873년      | 이세걸 李世傑 정선 전씨 旌善 全氏 |      |

| 조선의 대원군 | 덕흥대원군 德興大院君 | 출생                                            | 사망                                                     |
| 조선의 대원군 | 덕흥대원군 德興大院君 | 1530년 4월 24일 (음력 3월 5일) 조선 한성부 별궁 | 1559년 6월 14일 (음력 5월 9일) (29세) 조선 한성부 도정궁 |

| 작호 | 작호                            | 이름        | 생몰년          | 배우자                                                          | 비고        |
| ---- | ------------------------------- | ----------- | --------------- | --------------------------------------------------------------- | ----------- |
| 장남 | 하원군 河原君                   | 정 鋥       | 1545년 - 1597년 | 남양군부인 홍씨 南陽郡夫人 洪氏 신안군부인 이씨 新安郡夫人 李氏 |             |
| 차남 | 하릉군 河陵君                   | 인 鏻       | 1546년 - 1592년 | 평산군부인 신씨 平山郡夫人 申氏                                 |             |
| 장녀 | 이씨 李氏                       | 명순 明順   | 1548년 - 1637년 | 안황 安滉                                                       |             |
| 3남  | 선조대왕 宣祖大王 하성군 河城君 | 균 鈞 연 昖 | 1552년 - 1608년 | 의인왕후 박씨 懿仁王后 朴氏 인목왕후 김씨 仁穆王后 金氏         | 제14대 국왕 |

## 같이 보기
| - 정세호 - 도정궁 - 덕흥궁 - 덕흥대원군묘 - 덕릉재실 - 원찰 흥국사 - 화계사 - 덕흥대원군 | - 정인지 - 정숭조 - 정현조 - 선조 - 하원군 - 하릉군 |

## 관련 자료
- 덕흥궁-전주리씨덕흥대원군파